# Nationalpark Nam Tok Pha Charoen
Der Nationalpark Namtok Pha Charoen (th.: อุทยานแห่งชาติ น้ำตก พา เจริญ) ist ein Nationalpark im Phop Phra-Distrikt in der Provinz Tak in der Nordregion Thailands.

## Lage
Das 855 Quadratkilometer (=534.375 Rai) große Schutzgebiet liegt westlich von Tak zur Grenze nach Myanmar. Der Großteil seiner Fläche umfasst mit Laub- und Mischwald bestandene Berge bis zu einer Höhe von 1765 m.

## Verwaltung
Der Namtok Pha Charoen National Park wird von der thailändischen Forstverwaltung, dem Royal Forest Department, verwaltet.

## Klima
Das relativ kühle Klima im Nationalpark wird durch den Monsun – eine großräumige Luftzirkulation der unteren Troposphäre im Gebiet der Tropen und Subtropen im Einflussbereich der Passatwinde – geprägt. Das Jahr kann aufgrund des Monsuns in drei Perioden unterteilt werden:
- Sommer (März bis Mai); wegen der Höhe nicht extrem heiß
- Regenzeit (Juni bis Oktober)
- Winter (November bis Februar) mit Temperaturen bis zu 6 °C

Die Niederschlagsmenge im Park beträgt im Mittel zwischen 1500 und 2000 mm pro Jahr.

## Flora und Fauna

### Flora
Das Schutzgebiet ist geprägt von Laub- und Nadelwäldern.

### Fauna
Im Nationalpark leben unter anderem Gaurs (Bos gaurus), Hirsche, Muntjaks (Muntiacus muntjak), Wildschweine, Indochinesische Tiger (Panthera tigris corbetti), Schlangen, Stachelschweine, Zibetkatzen und Gibbons.

## Sehenswürdigkeiten
- Nam Tok Pha Charoen: ein 97-stufiger Wasserfall; er war namensgebend für den Nationalpark
- Bo Nam Ron Huai Nam Nak: eine natürlich warme Quelle mit einer konstanten Temperatur von 12 Grad Celsius
- Doi Kia-Aussichtspunkt: der mit 512 Meter höchste Punkt der Grenze zwischen Myanmar und Thailand
- Nam Tok Pa Wai: ein Wasserfall, der aus dem Pa Wai Creek gespeist wird
- Nam Tok Sai Fa und Nam Tok Sai Rung: zwei weitere Wasserfälle